# 자혜의원

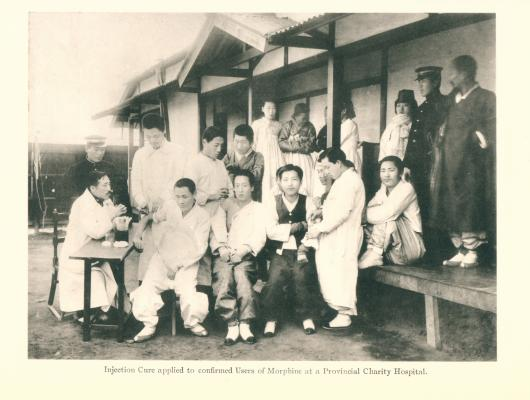
자혜의원 모르핀 중독자 주사치료

자혜의원(慈惠醫院)은 대한제국 1909년(융희 3) 지방에 설치된 근대식 병원이다. 제중원(濟衆院, 1885), 대한의원(大韓醫院, 1907)에 뒤이어 세 번째로 세워진 국립병원이다.

## 설립 경위 및 목적
자혜의원은 1909년 8월 21일 칙령 제75호로 반포된 「자혜의원 관제」에 의하여 1909년 12월부터 전국에 설치되기 시작하였다. 최초로 1909년 12월 전주와 청주에 설립되었으며, 1910년 1월에는 함흥에 자혜의원이 설립되었다. 이후  1910년 8월에 반포된 「자혜의원 특별회계법」에 따르면 자혜의원의 운영은 의원 자체 수입과 45,000원 한도 내에서 정부 지출금을 지원받아 충당하였다. 그러나 관동대지진의 영향으로 인한 일본 본국의 긴축재정 정책 실행과 자혜의원 운영비 조달의 어려움을 겪던 조선총독부는 1925년 4월 1일자로 칙령 제75호로「조선도립의원관제(朝鮮道立醫院官制)」를 공포하고, 동일 조선총독부령 제29호로「도립의원규정(道立醫院規程)」을 공포하면서, 소록도자혜의원을 제외한 모든 자혜의원은 각 도 산하의 도립의원으로 개편되었다.수원, 공주, 청주, 대구, 평양 등 지방 도시에 자혜의원을 개설한 것은 구제 기관을 전국으로 확대함으로써 조선총독부의 시정에 대한 조선인들의 반감을 희석시키고자 하는 의도도 포함되었다.
1. ↑  국가기록원. “자혜의원”. 《국가기록원》. 국가기록원. 2020년 10월 30일에 확인함.